# Саари, Яльмари
Яльмари Саари (фин. Jalmari Saari; 24 марта 1873, Йямся — 29 сентября 1925, Йямся), он же Вальфрид Хяльмар Саари, он же Саарен Яллу — финский землевладелец, активист Шюцкора, участник гражданской войны 1918 на белой стороне. Отличался особой жестокостью, участвовал в бессудных расстрелах. Осуждён за военные преступления, но быстро амнистирован.

## «Хозяин округи»
Родился в семье землевладельца. После смерти отца в 1905 унаследовал усадьбу. Служил также водителем в тюремном ведомстве, предоставлял свою усадьбу под временную тюрьму.
Яльмари Сарри был влиятельным лицом в Ямсе и окрестностях, претендовал на статус «хозяина округи». Он состоял в попечительском совете городского банка, возглавлял спортивный клуб. Отличался большой физической силой, был местным чемпионом по единоборствам. Был известен жёстким грубым характером и склонностью к алкоголизации.
Отмечалось также, что, несмотря на статус и респектабельность, Саари был склонен иметь дело с криминализированными маргиналами типа Руммин-Юсси.

## Проводник белого террора
В конце 1917, при провозглашении независимости Финляндии, Яльмари Саари стал одним из командиров Охранного корпуса в Ямсе. Служил в военной полиции Шюцкора. В его обязанности вменялась изоляция и нейтрализация красных.
Яльмари Саари и Йоханнес Фром (Руммин-Юсси) под командованием Вейкко Сипполы установили в Ямсе режим белого террора. Расправам подвергались не только коммунисты и социалисты, но и подозреваемые, а иногда случайные люди. Своё имение Саари предоставил под место проведения расстрелов. Он лично принял участие минимум в 57 бессудных казнях.
Весной 1918 Сиппола, Сааре и Фром вместе с белыми войсками находились в Тампере, Сейняйоки, Кокколе. Всюду они выполняли те же функции, что и в Ямсе. Информации о совершённых ими военных преступлениях впоследствии предал гласности учитель и левый активист Каарло Исомяки, сумевший бежать из-под расстрела.

## Суд и амнистия
После победы белых в гражданской войне Яльмари Саари вернулся в свою усадьбу. Силами 25 заключённых бывших красногвардейцев он достроил и расширил имение.
В 1921 Йоханнес Фром и Яльмари Саари (ранее — Вейкко Сиппола) были арестованы и предстали перед военным судом за бессудные убийства и применение пыток. Все трое были приговорены к пожизненному заключению. Однако вскоре амнистированы на основании указа Пера Свинхувуда, изданного в декабре 1918. Яльмари Саари продолжал жить в усадьбе, занимался агробизнесом.

## Смерть
28 сентября 1925 Яльмари Саари зашёл в зерносушилку, чтобы перемешать высохшее зерно и упал в щель между печью и противопожарной стеной. Его нашли на следующее утро с сильными ожогами и сломанными рёбрами. Саари доставили в больницу, но спасти его не удалось. Причина смерти считается до конца неустановленной (допускается убийство), но наиболее вероятен несчастный случай.
Усадьба Сааре перешла к его брату Фритьофу. После его смерти владельцем стал племянник Яльмари Сааре Паули Туорила, впоследствии профессор-агрохимик и депутат парламента от крайне правой партии Патриотическое народное движение.